# Johan Stein

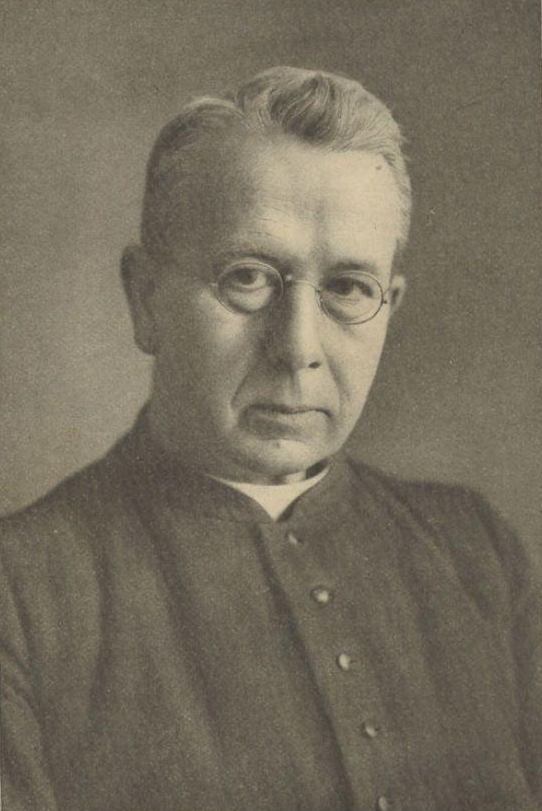
Johan Stein (ca. 1930)

Johan Willem Jakob Antoon Stein (* 27. Februar 1871 in Grave; † 27. Dezember 1951 in Rom) war ein niederländischer Astronom und Jesuit.

## Leben
Johan Stein wurde am 27. Februar 1871 im niederländischen Grave, in der Provinz Noord-Brabant, als Sohn eines Lehrers geboren. 1888 trat in den Jesuitenorden ein. Nach Beendigung seiner theologischen Ausbildung studierte er ab 1894 an der Universität Leiden Astronomie und Physik. Während dieser Zeit besuchte er die Observatorien in Harvard und Georgetown und wurde 1901 mit der Arbeit Beobachtungen zur Bestimmung der Breitenvariation in Leiden nach der Horrebow-Methode angestellt von Juni 1899 bis Juli 1900  über das Zenitteleskops der Sternwarte Leiden promoviert. Stein unterrichtete Mathematik am St Willebrord College in Katwijk, 1903 wurde er zum Priester geweiht.
Ab 1906 war Stein Assistent von Johann Georg Hagen an der Vatikanischen Sternwarte in Rom, wurde aber 1910 an das St. Ignatius College in Amsterdam geschickt, wo er zwanzig Jahre lang unterrichtete. Nach Hagens Tod 1930 trat er dessen Nachfolge als Direktor der Vatikanischen Sternwarte an. 1933 fand unter seiner Leitung der Umzug der Sternwarte, der wegen der zunehmenden Lichtverschmutzung in Rom notwendig geworden war, nach Castel Gandolfo mit einhergehender Anschaffung neuer Teleskope statt.
Steins astronomisches Interesse galt den Veränderlichen und Doppelsternen. Besonders zu erwähnen ist hier die Fertigstellung des zweiten Bandes von „Die Veränderlichen Sterne“ 1924, dessen erster Band von Hagen erstellt worden war. Darin gibt Stein einen Überblick über die vielen Theorien zu den veränderlichen Sternen. Das Werk ist in vier Hauptteile unterteilt: Neue Sterne, Langperiodische Sterne, Blinksterne, und Bedeckungsveränderliche.
Seit 1922 war er Mitglied der IAU-Kommission 27 für veränderliche Sterne.
Er publizierte auch über historische Themen, wie etwa über die Erscheinung des Halleyschen Kometen im Jahre 1066 oder die Konjunktion von Jupiter und Saturn im Jahre 1563.
Erst im Alter von 78 Jahren gab er die nächtliche Beobachtungsarbeit auf und widmete sich der Geschichte der Astronomie und den philosophischen Implikationen der Wissenschaft. Johan Willem Jakob Antoon Stein starb am 27. Dezember 1951 im Alter von 80 Jahren.

## Ehrungen
- Stein war Mitglied der Astronomischen Gesellschaft und der Königlich Niederländischen Akademie der Wissenschaften.[3]
- Im Jahre 1970 benannte die Internationale Astronomische Union den Mondkrater Stein offiziell nach Johan Willem Jakob Antoon Stein.[11]
- Der 2004 entdeckte Asteroid (483637) Johanstein ist nach Johan Stein benannt.[12]